# Zgornja Hajdina
Zgornja Hajdina – wieś w Słowenii, siedziba gminy Hajdina. W 2018 roku liczyła 815 mieszkańców.